# Ахвахцы
Ахва́хцы (самоназвание: ахв. ашвадо (мн. ч.); авар. гIaхьвалал) — один из коренных народов Западного Дагестана. Один из дагестанских народов андийской подветви, малочисленный народ Дагестана. Проживают на территории Ахвахского, Шамильского районов. Помимо Дагестана, также компактно проживают в Азербайджане.  Верующие ахвахцы — мусульмане-сунниты.

## Общие сведения
Верующие ахвахцы — мусульмане-сунниты шафиитского мазхаба. Процесс исламизации ахвахцев завершился не ранее второй половины XVIII века.
З. М. Магомедбекова, указывая на языковую разницу между северными и южными ахвахцами, отмечает и их этнографические отличия:

В этнографическом отношении северяне и южане также сильно отличаются. У южан обычаи ближе стоят к аварским, вернее, к батлухским аварцам, с которыми они в соседстве. По внешнему облику они также мало отличаются от аварцев. Большинство из них брюнеты, с чёрными глазами, среднего роста… Внешне северные ахвахцы светлые, очень часто встречаются рыжие, огненно-рыжие и даже блондины, глаза голубые, зелёные, серые, рост чаще выше среднего, особенно среди мужчин. Североахвахцы гостеприимны, любят пошутить и по сравнению с окружающими племенами более острые на язык. В этнографии северных ахвахцев много своеобразного и интересного.

Наиболее распространённой формой брака в Ахвахе был брак посредством сватовства по инициативе родителей. А. В. Комаров писал об ахвахцах и бежтинцах: "После сговора, жениху дозволяется посещать невесту во всякое время. В обществе Цунта-Ахвах существует следующий адат: «жених и невеста после сговора могут спать вместе». Однако до заключения брака жених не имеет «права касаться до тела невесты ниже пояса». Он также сообщает, что при Шамиле одна ахвахская невеста убила кинжалом своего жениха, который попытался нарушить этот адат, причём она не подверглась никакому наказанию, а заслужила общую похвалу.

Перейдя хребет Ауховских гор, покрытый снегом, мы к вечеру прибыли к селению Ахвах. от которого все общество носит наименование свое. Трудно описать и с чем-нибудь сравнить бедность здешних жителей: вся одежда их, как мужчин, там и женщин, состоит из длинной толстой шерстяной рубашки и накинутой на неё бараньей шубы. Ахвахцы говорят на языке, который совершенно-непохож ни на язык других племен, ни на аварский, господствующий во всем Дагестане. Горцы, вообще каждое племя, имеют свое особое название, но большею частью говорят и поарабски: Ахвахцы непохожи и по наружности на других горцев: они белокуры и рыжеволосый.

## Расселение
Ахвахские села в горной зоне.
Названия приведены на ахвахском языке.

### Дагестан
Ахвахцы проживают по западным и восточным склонам Богосского хребта, в Западном (Нагорном) Дагестане. Ахвахцы населяют ту часть территории Ахвахского района, которая расположена к югу и юго-востоку от административного центра района — с. Карата, простираясь по правым притокам реки Андийское Койсу, вплоть до горы Анчаро-меэр (2872 м.), разделяющей северных и южных ахвахцев. Первый здесь ахвахский аул — Тад-Магитль — расположен на огромном холме близ слияния двух притоков Андийского Койсу. Выше него находится другой ахвахский аул — Лологонитль, а напротив, по левому притоку реки, — аул Кванкеро.
Ещё два ахвахских аула — Кудиябросо и Изано — расположены на склоне горы, находящейся вверх по течению правого притока, на его правой стороне. К селениям северных ахвахцев относятся аул Цвакилколо и ряд хуторов Ахвахского района.
От Изано, за горой Анчаро-меэр, начинается территория Шамильского района, где расположены три ахвахских аула: Тлянуб, Цекоб и Ратлуб. Они раскинулись на горном хребте, почти на самом верхнем гребне. Если расстояние между Цекобом и Тлянубом не столь большое и они лежат значительно выше реки Аварское Койсу, то Ратлуб находится от них дальше, ближе к перевалу на Северный Ахвах.
Область Ахвах подразделяется на Северный Ахвах (он же Нижний Ахвах), который имеет название Цунта-Ахвах, а территория южных ахвахцев называется Ратлу-Ахвах (он же Верхний Ахвах).
Много ахвахцев-переселенцев проживает в Кизилюртовском, Хасавюртовском, Бабаюртовском и Кизлярском районах. Ахвахцы-горожане живут в гг. Махачкала, Буйнакск, Кизляр, Хасавюрт, Кизилюрт.

### Азербайджан
С XVII—XVIII веков часть ахвахцев поселилась в пределах нынешнего Закатальского района Азербайджана. В конце XVIII — начале XIX века выходцы из Нижнего Ахваха основали здесь селение Ахахдере, которое является единственным андоязычным поселением в Азербайджане. Причина их переселения остаётся неизвестной. Это селение именуется Вахъахъо, а по-аварски — Ахахдари (так в тексте). Его жители окружены аварцами, а сам Ахахдере расположен к северу от аварского селения Джар в ущелье. По сведениям 1932 года, оно насчитывало 235 жителей.
Помимо Ахахдере, ахвахцы также проживают в городе Закатала, а также в селениях Кабахчель и Джар.

## История
Происхождение ахвахцев остаётся не до конца ясным. В грузинских хрониках XIV века среди племён Дагестана упоминаются народ ахуали, ахвали. Около XVII века южные ахвахцы вошли в состав аварского общества Гидатль.
В середине XIX века они поддерживали имама Шамиля, а до этого платили дань хунзахскому хану. Во время Гражданской войны ахвахцы активно участвовали в партизанских отрядах и по рассказам, услышанным кавказоведом Е. М. Шиллингом, «четыре аула Тад-Магитль, Кудияб-росо, Изани и Лологонитль были не в пример соседям с самого начала революционными». Центром партизанского движения служил аул Тад-Магитль, именовавшийся «Штабом».
По переписи 1926 года, в СССР проживало 3683 ахвахца. В последующих переписях населения СССР ахвахцы не выделялись как этническая группа, а включались в состав аварцев. По приблизительным сведениям, в 1958 году их насчитывалось 4 тыс., а в 1967 году — 5 тыс. человек. Во 2-м издании БСЭ они представлены как этническая группа Западного Дагестана, у которых есть сходство по культуре с аварцами, в Советской исторической энциклопедии — как малочисленная народность, консолидирующаяся с аварцами, а по Азербайджанской советской энциклопедии — как народ, который смешивается с аварцами. 
Более 200 ахвахцев участвовали в Великой Отечественной войне, больше половины из них погибли, около 70 человек были награждены орденами и медалями. По переписи 2002 года, в России проживало 6376 авахцев, которые были включены как этническая группа в состав аварцев. Перепись 2010 года зафиксировала в стране 7930 ахвахцев.

## Язык
Говорят на ахвахском языке, относящемся к языкам андийской группы аваро-андийской подветви аваро-андо-цезской ветви нахско-дагестанской семьи языков. Наибольшие сходства он обнаруживает с каратинским языком.
Ахвахский язык распадается на два диалекта: северный и южный (по Ю. Б. Корякову, на северноахвахское и южноахвахское наречия). В Ахахдере (Азербайджан) говорят на северноахвахском. Южный диалект включает тлянубский и цегобский говоры. Наиболее характерным говором южного диалекта является цегобский, в то время как тлянубский говор считается переходным между цегобским и ратлубским говорами.
Что касается ратлубского говора ахвахского языка, то он занимает промежуточное положение между двумя ахвахскими диалектами. В 1960-е годы З. М. Магомедбекова относила ратлубский говор к южному диалекту, отмечая при этом его бо́льшую близость к северному диалекту по сравнению с остальными двумя говорами. По Ю. Б. Корякову, ратлубский является переходным к южноахвахскому наречию, а тлянубский — к северноахвахскому.
Эти два диалекта невзаимопонимаемы, и их носители общаются между собой по-аварски. Помимо аварского, среди ахвахцев также распространены русский, азербайджанский и кумыкский языки. В письме используют аварский язык.